# Flor Ruiz
Flor Denis Ruiz Hurtado (Pradera, 29 de gener de 1991) es una atleta colombiana; que competeix en la prova de llançament de javelina. Va participar als Jocs Olímpics d'estiu de 2012 i 2016, arribant a la final en aquesta darrera.